# Lancia 3Ro
L'Autocarro Pesante Unificato Lancia 3Ro fu un autocarro prodotto dal 1938 al 1949 in Italia dalla Lancia Veicoli Industriali e largamente utilizzato per scopi civili e militari.

## Storia
Il mezzo, Serie 464 nella nomenclatura interna dell'azienda, nacque a fine 1937, sviluppato basandosi per la guerra in Africa, sviluppando appositamente "l'avviamento a Inerzia" dato che le batterie non erano efficienti per il clima africano troppo caldo e polveroso (Cit. Caporale Maggiore Percoco Raffaele 1' Battaglione Genio pionieri sede Fortezza Da Basso Firenze), per fare fronte alle necessità civili e militari di trasporto pesante, come evoluzione del precedente Lancia Ro. Fu acquisito dal Regio Esercito nel 1938, che lo impiegò su tutti fronti della seconda guerra mondiale in 9490 esemplari, oltre ai 1500 esemplari civili requisiti. In servizio si rivelò un mezzo eccezionalmente robusto ed affidabile in tutti i tipi di clima.
Dopo l'armistizio, la produzione continuò a favore dei tedeschi. La Wehrmacht, tra i mezzi predati e quelli di nuova produzione, ebbe in servizio 772 Lancia 3Ro, impiegati in Italia e nei Balcani. Un lotto di 100 autocarri fu prodotto con la cabina tedesca standardizzata "Einheits" in legno. Nel dopoguerra rimase in servizio con l'Esercito Italiano fino al 1965.

## Caratteristiche
Il motore, anteriore, è un Lancia tipo 102 diesel a quattro tempi a 5 cilindri in linea da 6875 cm³ e sviluppa 93 hp a 1860 giri/min. Inizialmente aveva l'avviamento a volano d'inerzia, con innesto parastrappi e sistema a manovella per lanciare il volano, impianto che per gli esemplari superstiti, nel dopoguerra, venne sostituito con l'avviamento elettrico. L'impianto elettrico a 12V serve la sola illuminazione e segnalazione, tramite una dinamo Marelli D90R3 12/1100 ma senza nessuna batteria. La trazione è posteriore con trasmissione con differenziale bloccabile manualmente. Il cambio è ovviamente meccanico con riduttore a 4 rapporti normali + retromarcia e 4 rapporti ridotti + retromarcia ridotta con frizione monodisco a secco.
Le ruote a raggiera in acciaio con pneumatici 270X20, gemellate sull'asse posteriore, sono munite di sospensioni a balestra e freni del tipo a ganascia ad espansione; questi agiscono sulle 4 ruote, con due circuiti separati per il pedale e la leva. Il telaio è formato da longheroni in acciaio diritti, collegati da 5 traverse saldate e da 2 imbullonate che sostengono il motore. Il passo è di 4,30 m. Posteriormente è presente un verricello da 9500 kg.
La cabina militare, di tipo arretrato, è fornita dalla Viberti; ha due posti oltre il conduttore con guida a destra, parabrezza mobili incernierati superiormente e mezzeporte senza finestrini laterali. Su parte degli esemplari costruiti per i tedeschi è una cabina standardizzata "Einheits", costruita in legno per economizzare i metalli. Per il traino al gancio di rimorchio è munito di un freno ad aria compressa tipo Marelli, utilizzabile anche per il gonfiaggio degli pneumatici.
La prima serie, la 464 fu prodotta dal 1938 al 1946 ed era caratterizzata dal passo "corto" di 4,30 m. La serie 564 fu prodotta dal 1938 al 1943. La 266 è caratterizzata da un passo "lungo" di 4,85 m e venne prodotta in 611 esemplari dal 1939 al 1949. Nel 1941 vennero prodotti 142 esemplari della serie 466 a passo lungo ed alimentazione a gassogeno. La successiva 566, prodotta dal 1945 al 1947, è caratterizzata dall'avviamento elettrico, dalla larghezza aumentata a 2,5 metri, ha un nuovo impianto frenante e da un ponte posteriore "full floating" invece dei semiassi portanti.
Come succedeva a tutti gli automezzi dell'epoca, la struttura a telaio portante permetteva la realizzazione di varianti e allestimenti, secondo le specifiche del singolo cliente richieste alle carrozzerie specializzate. Sui telai del 3Ro le varie carrozzerie, quali la Viberti, la Zagato ed altre, adattavano le loro cabine ed allestivano i loro autobus per il mercato civile. In particolare, per il trasporto persone, dal 1940 fu prodotta la versione 3Ro P.
Dal Lancia Ro nel 1942 fu sviluppato il Lancia Esaro.

## Versioni
Fu prodotto per il Regio Esercito nelle seguenti versioni:
- versione base: con cassone standard in legno, centinato, di metri 4,79 m; poteva portare 32 soldati equipaggiati o 6390 kg di carico in materiali e munizioni.
- Autocisterna carburanti Viberti con serbatoio da 5000 litri.
- Autocisterna acqua della Viberti con un serbatoio da 5000 litri o due da 2000 litri.
- Autofficina Mod. 38.
- Ufficio Mobile: un autoufficio di questo tipo, con rimorchio, fu donato nel 1941 dal Comando italiano al generale Erwin Rommel.
- Portamunizioni[4] per le batterie autocannoni da 90/53; sul cassone erano installati quattro contenitori metallici con una capacità totale di 210 colpi.
- Trattore d'artiglieria.
- Trasporto quadrupedi: con sponde rialzate, battifianchi e pedane di carico trasportate lateralmente agganciate alle sponde; poteva trasportare 7 cavalli.
- portacarri: usato per il trasporto di carri armati direttamente sul cassone e trainati su rimorchi a ralla unificati di tipo Viberti e Bartoletti.
- semovente contraereo da Breda 20/65 Mod. 1935.
- autocannone da 90/53.
- autocannone da 100/17.
- semovente contraereo da 2 cm Flakvierling 38.

## Galleria d'immagini

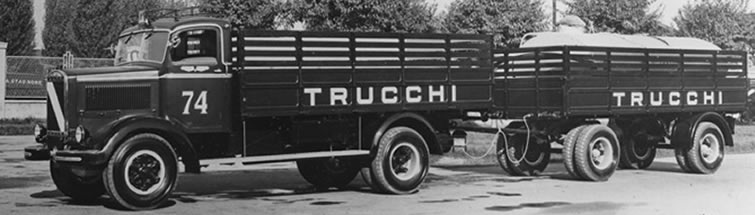
Versione civile con rimorchio
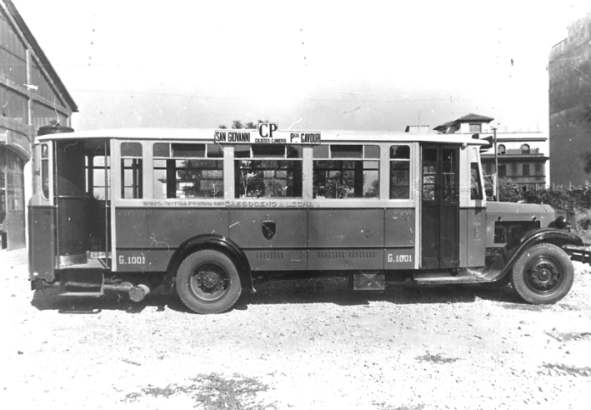
Versione autobus dell'ATAC
3Ro militare in versione Ufficio Mobile
Colonna sulla Via Balbia di 3Ro Portacarri che trasportano su rimorchio gli M13/40 della Divisione Ariete
Lancia 3Ro Portamunizioni.
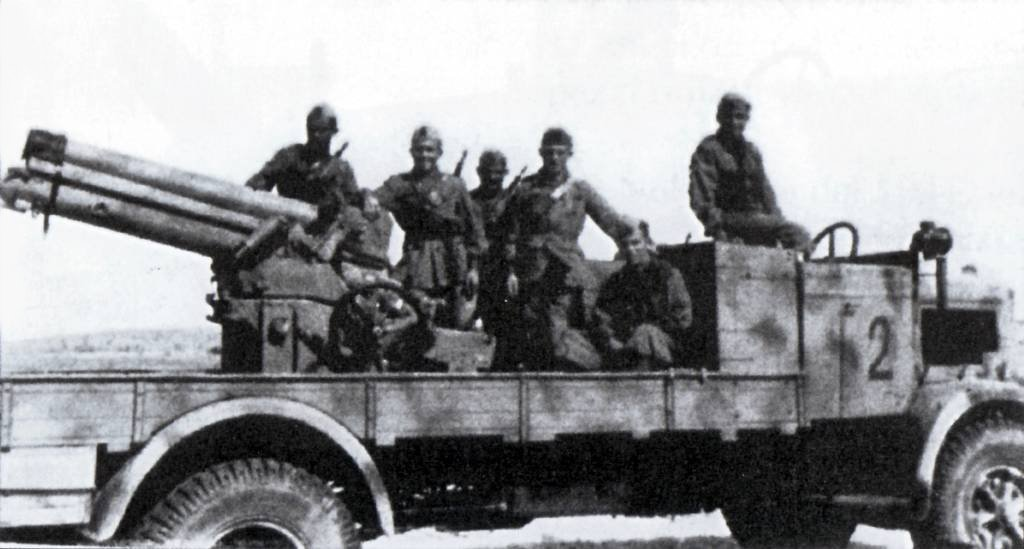
Autocannone 100/17 su Lancia 3Ro